# Jean-Jacques Burnel
Jean-Jacques Burnel (* 21. února 1952, Londýn) je anglický rockový baskytarista a zpěvák francouzského původu.
Narodil se francouzským rodičům v londýnské oblasti Notting Hill. Nejprve hrál na klasickou kytaru, ale když v roce 1974 založil skupinu The Stranglers, přešel k baskytaře. Během vystupování se skupinou stihl vydat také několik sólových alb; prvním z nich bylo Euroman Cometh vydané v roce 1979. V roce 1983 vydal album Fire & Water (Ecoutez Vos Murs) spolu s dalším členem The Stranglers, klávesistou Davem Greenfieldem. Roku 2005 složil hudbu k anime seriálu Gankutsuou: The Count of Monte Cristo.

## Sólová diskografie
- Euroman Cometh (1979)
- Un Jour Parfait (1988)